# Eduardo Sánchez
Eduardo Miguel Sánchez-Quiros (nascut el 20 de desembre de 1968) és un director estatunidenc nascut a Cuba, conegut pel seu treball al cinema de terror. El seu crèdit més famós és per codirigir i escriure la pel·lícula de terror psicològic de 1999 El projecte de la bruixa de Blair amb Daniel Myrick.

## Biografia
Nascut el 1968, Sánchez es va traslladar a Espanya amb la seva família als dos anys, abans d'establir-se als Estats Units el 1972. La seva família es troba al Comtat de Montgomery (Maryland), on va assistir a la Wheaton High School. Més tard va estudiar producció televisiva al Montgomery College de Maryland i va obtenir el seu B.A.  llicenciat al Departament de Cinema de la Universitat de Florida Central on va estudiar amb Mary C. Johnson i Charles Harpole. El 1999, Sánchez va rebre conjuntament el premi Independent Spirit John Cassavetes.

## Filmografia
Llargmetratges
- The Blair Witch Project (1999)
- Altered (2006)
- Seventh Moon (2008)
- Lovely Molly (2011)
- Exists (2014)

Curtmetratges
- Curse of the Blair Witch (1999)
- Sticks and Stones: Investigating the Blair Witch (1999)
- A Ride in the Park (2013) (segment de V/H/S/2)
- The Vampire (2022) (segment de Satanic Hispanics)[6]

Web sèries
- ParaAbnormal (2009)
- Four Corners of Fear (2013)

Episodis de televisió
- Supernatural (2005–2020) (5 episodis)
- Intruders (2014) (4 episodis)
- From Dusk Till Dawn: The Series (2014–2016) (4 episodis)
- 12 Deadly Days (2016) (1 episodi)
- Lucifer (2016–2021) (2 episodis)
- Queen of the South (2016–2021) (8 episodis)
- Taken (2017–18) (2 episodis)
- The Passage (2019) (episodi "You Are like the Sun")
- The InBetween (2019) (episodi "The Devil's Refugee")
- neXt (2020) (episodi "file #4")
- Nancy Drew (2021) (episodi "The Reunion of The Lost Souls")
- American Horror Stories (2021) (episodi "Drive In")
- Yellowjackets (2022) (episodi "Sic Transit Gloria Mundi")
- Charmed (2022) (episodi "Truth or Dares")
- CSI: Vegas (2023) (episodi "Third Time's the Charm")
- FBI (2023) (episodi "Family First")
- FBI: International (2023) (episodi "Jealous Mistress")